# Maddy Prior
Maddy Prior, nome d'arte di Madelaine Edith Prior (Blackpool, 14 agosto 1947), è una cantante inglese, voce del gruppo folcloristico Steeleye Span.

## Biografia
Adolescente, Maddy Prior si trasferì a St Albans, dove conobbe Donovan e Mac MacLeod. Con quest'ultimo formò il duo Mac & Maddy. Affascinata dalla musica folk americana, si fece ingaggiare come roadie per incontrare i suoi idoli, tra cui il Reverendo Gary Davis, che le consigliò di dedicarsi al folk inglese, poco conosciuto all'epoca, piuttosto che al repertorio tradizionale americano, dove la concorrenza era agguerrita. Maddy quindi rinunciò all'idea di riprendere il repertorio di Joan Baez, che allora dominava la scena.
Nel 1966 iniziò ad esibirsi con Tim Hart, un altro giovane di Saint Albans, ed insieme registrarono due album in duo, prima di unirsi alla formazione degli Steeleye Span, appena nata, nel 1970. In breve diventarono la spina dorsale del gruppo, fino ai primi anni ottanta, quando Hart dovette rinunciare al palco per motivi di salute.
Prior sposò Rick Kemp, bassista del gruppo, da cui però poi divorziò.
Anche se è conosciuta soprattutto come la cantante degli Steeleye Span, ha registrato diversi album come solista e compositrice. Le sue composizioni, hanno uno stile eclettico che va dal medioevo al repertorio tradizionale, al folk-rock passando anche per il rock progressivo. Ha partecipato ad album di altri artisti, come Incantations di Mike Oldfield.
Spesso si accompagna suonando qualche percussione (tamburello basco e legnetti). Anche le danze in cui si esibisce cantando hanno contribuito in modo significativo al successo dei concerti: Ralph McTell le ha reso omaggio nel 1974 con il brano When Maddy Dances (sull'album Easy).
Contribuisce alla lega britannica contro il cancro ed è stata insignita con l'Ordine dell'Impero Britannico.

## Discografia

### Maddy Prior and The Carnival Band
- A Tapestry of Carols (1986)
- Sing Lustily and with Good Courage (1990)
- Carols and Capers (1991)
- Hang Up Sorrow and Care (1995)
- Carols at Christmas (1996)
- Gold Frankincense and Myrrh (2001)
- An Evening of Carols and Capers (2006)
- Paradise Found (2007)
- Ringing the Changes (2007)

### Maddy Prior and Martin Carthy
- Beat the Retreat (1994) Maddy Prior e Martin Carthy eseguono due pezzi, "Farewell, Farewell" e "The Great Valerio" in questo tributo a Richard Thompson.

### Maddy Prior, Giles Lewin and Hannah James
- 3 for Joy (2012)

### Discografia solista

#### Album
- 1968 - Folk Songs of Olde England Vol. 1 con Tim Hart
- 1968 - Folk Songs of Olde England Vol. 2 con Tim Hart
- 1971 - Summer Solstice con Tim Hart
- 1976 - Silly Sisters con June Tabor
- 1978 - Woman in the Wings con i Jethro Tull
- 1978 - Changing Winds
- 1981 - Lovely in the Dances con John Kirkpatrick e Sydney Carter
- 1982 - Hooked on Winning
- 1983 - Going for Glory
- 1988 - No More To The Dance con June Tabor
- 1990 - Happy Families con Rick Kemp
- 1993 - Year
- 1997 - Flesh and Blood
- 1999 - Ravenchild
- 2000 - Ballads and Candles
- 2001 - Arthur the King
- 2002 - Bib and Tuck come Maddy Prior And The Girls, con Abbie Lathe e Rose Kemp
- 2003 - Lionhearts
- 2005 - Under the Covers come Maddy + Girls, con Abbie Lathe e Claudia Gibson
- 2007 - The Quest
- 2008 - Seven for Old England

#### Raccolte
- 1995 - Memento
- 2005 - Collections 1995 – 2005

### Singoli
- "Rollercoaster" / "I Told You So" (1978)
- "Baggy Pants" / "Woman in the Wings" (1978)
- "Just the Two of Us" / "Acappella Stella" (1979)
- "Wake up England" / "Paradise" (1980)
- "The King" / "Ringing Down the Years" (1980) (con Dave Cousins/Strawbs)
- "To Face" / "Half Listening" (1982)
- "Deep in the Darkest Night" / "Western Movies" (1983)
- "Stookie" / "Incidental Music From "Stookie"" (1985)
- "Happy Families" / "Who's Sorry Now?" (1990)
- "I Saw Three Ships" / "Quem Pastores" / "Monsieur Charpentier's Christmas Swing" (1991) (with the Carnival Band)
- "I Saw Three Ships (Dance Doctor's Christmas Re-Mix)" / "The Boar's Head" / "Poor Little Jesus" (1992)
- "All Around My Hat" (1996) (with Status Quo)
- "Forgiveness" (2000) (with Jennifer Cutting All-Stars)
- "Gaudete" / "Greenwood Side" / "Gaudete (extended mix)" (2001) (with Keltic Fusion; Maddy's voice is sampled)
- "Stuff" (2007) (with the Carnival Band and Terry Jones)

### Video
- Ballads and Candles (2004)
- An Evening of Carols and Capers (2005)
- Looking For a Grail Legend (2007) (documentario)

### Partecipazioni
- Jethro Tull: Too Old to Rock 'n' Roll: Too Young to Die! (1976)
- Mike Oldfield: Incantations (1978)
- Mike Oldfield: Exposed (1979) album live registrato nuovamente nel 2005 in DVD
- Alan Simon: Excalibur II, l'Anneau des Celtes (2007)